# あめとゆき
あめとゆきは、日本の原画家、漫画家、イラストレーター。女性。愛知県出身。同人サークル「あめ のち ゆき」でも活動し、コミックマーケットなどの同人誌即売会で、同人誌やグッズの頒布を行っている。同人誌はオリジナル漫画、2次創作の漫画、イラスト集などがある。

## 作品リスト

### ゲーム
- 『ラブラブル 〜lover able〜』 （2011年、SMEE）
- 『同棲ラブラブル』 （2012年、SMEE）
- 『フレラバ 〜Friend to Lover〜』 （2013年、SMEE）
- 『フレラバ ミニファンディスク』 （2013年、SMEE）
- 『ピュア×コネクト』 （2015年、SMEE）
- 『枯れない世界と終わる花』 （2016年、SWEET&TEA）
- 『SPIRAL!!』 （2019年、Navel）
- 『タマユラミライ』 （2019年、Azurite）
- 『ふゆから、くるる。』 （2021年、シルキーズプラス）

### 漫画
- 「ラブラブル 〜lover able〜」 （コアマガジン『コミックメガストア』2011年6月号）
- 「チア★らぶ」 （マックス『コミックPフラート』Vol.14 2011年10月）
- 「ちゅーたーメイド」 （一迅社『わぁい!』Vol.7 2011年11月）
- 「招き猫神におまかせ？」 （マックス『COMICポプリクラブ』2012年5月号）
- 「マンボウは好きですか？」 （コミックPフラート Vol.19 2012年8月）
- 「姫が　あらわれた!」 （コミックPフラート Vol.21 2012年12月）
- 「JK♥ lce cream」 （メディアソフト『舞姫無双』ACT.07 2013年8月）

### ライトノベル
- 『くじらな彼女に俺の青春がぶち壊されそうになっています』 （2016年[3]、著：銀南、電撃文庫）
- 『放課後限定カノジョ 〜ご利用は計画的に〜』 （2019年[4]、著：相原あきら、MF文庫J）

### 画集
- 「AME CANDY DROPS」（ 2020年[5]発売 KADOKAWA）